# Конарското
Конарското е село в Северна България. То се намира в община Трявна, област Габрово.

## География
Село Конарското се намира в планински район.

## Културни и природни забележителности
Много добро място за почивка и отдих, прекрасно девствено кътче с чиста природа.